# Demetrius van Monferrato
Demetrius van Monferrato (Thessaloniki, ca. 1205 - Amalfi, overl. tussen 1230 en 1239) was koning van het koninkrijk Thessaloniki van 1207 tot 1224.
Demetrius was een zoon van markies Bonifatius I van Monferrato en Margaretha van Hongarije (1175-1223), weduwe van Byzantijns keizer Isaäk II Angelos. In de nasleep van de Vierde Kruistocht werd het koninkrijk Thessaloniki gesticht door Bonifatius. Deze werd in 1207 gedood door de koning van Bulgarije, waarna de tweejarige Demetrius tot koning werd gekroond. Demetrius werd vernoemd naar Demetrius, de patroonheilige van Thessaloniki.
Na de dood van Bonifatius werd de stad belegerd door de manschappen van koning 
Kalojan van Bulgarije, een beleg dat prompt werd afgebroken toen Kalojan sneuvelde. Demetrius' moeder Margaretha nam het regentschap op zich, maar kreeg te maken met opstandige baronnen, waarna het regentschap werd overgedragen aan Humberto II van Biandrate, die echter Demetrius' halfbroer Willem VI van Monferrato op de troon wilde helpen. Latijns keizer Hendrik van Vlaanderen marcheerde met zijn leger naar Thessaloniki om Humberto's plannen te verijdelen en verjoeg hem naar Kavála; weer werd het regentschap overgenomen door Margaretha en Demetrius werd op 6 januari 1209 tot koning gekroond door paus Innocentius III. Tussen 1210 en 1216 bleef er strijd tussen de aanhang van Hendrik van Vlaanderen en de Lombardaanse achterban van Humberto. In 1216 versloeg Hendrik een grote groep Lombardanen waarna hij zijn broer Eustatius van Vlaanderen achterliet als regent van Thessaloniki.
Hendrik van Vlaanderen overleed kort daarop, waarna Peter van Courtenay Latijns keizer werd. Deze wilde, net als Humberto II van Biandrate, Willem VI van Monferrato op de troon van het koninkrijk Thessaloniki hebben. Deze plannen vonden echter nooit plaats omdat Peter tijdens zijn campagne gevangen werd genomen en later geëxecuteerd door Theodorus I Angelos. 
In 1221 marcheerde Theodorus I Angelos met zijn leger het koninkrijk Thessaloniki binnen, waarna Demetrius zijn domein ontvluchtte in 1222 en in Italië onderdak verkreeg van keizer Frederik II van Hohenstaufen. Als tegendienst werd Frederik door Demetrius benoemd als zijn opvolger van het koninkrijk Thessaloniki en stond hij hem bij in zijn acties gericht tegen het Heilige land. Theodorus I echter veroverde in 1224 de stad Thessaloniki waarna het koninkrijk werd ingenomen door het despotaat Epirus. Demetrius overleed in ballingschap tussen 1230 en 1239 in Amalfi.